# Distrito electoral local 17 de Chihuahua
El Distrito electoral local 17 de Chihuahua es uno de los 22 distritos electorales en los que se encuentra dividido el territorio del estado de Chihuahua y uno de los 5 en los que se divide la ciudad de Chihuahua. Su cabecera es Chihuahua.
Desde el proceso de redistritación de 2022 abarca la zona este de la ciudad de Chihuahua.

## Distritaciones anteriores

### Distritación de 1989
En la distritación de 1989 este distrito fue introducido teniendo como cabecera a la ciudad de Delicias, abarcando los municipios de Delicias, Julimes, Meoqui y Rosales.

### Distritación de 1995
Para 1995 el distrito continuó teniendo cabecera en Delicias, abarcando los municipios de Delicias y Meoqui.

### Distritación de 1997
En 1997 pasó a tener su cabecera en Chihuahua, abarcando la zona oeste de la ciudad.

### Distritación de 2012
Para 2012 el distrito continuó abarcando la misma zona que abarcaba anteriormente, con cabecera en Chihuahua.

### Distritación de 2015
Entre 2015 y 2022, el distrito continuó teniendo su cabecera en la ciudad de Chihuahua, esta vez abarcando la zona este de la ciudad.

## Diputados por el distrito
| Diputado                      | Grupo parlamentario | Legislatura | Periodo     | Cabecera distrital Según cada distritación |
| ----------------------------- | ------------------- | ----------- | ----------- | ------------------------------------------ |
| Rogelio Bejarano García       |                     | LVI         | 1989 - 1992 | Delicias                                   |
| Héctor Baeza Terrazas         |                     | LVII        | 1992 - 1995 | Delicias                                   |
| Jaime Riosvelasco Grajeda     |                     | LVIII       | 1995 - 1998 | Delicias                                   |
| María Teresa Ortuño Gurza     |                     | LIX         | 1998 - 2001 | Chihuahua                                  |
| Luis Raúl Valenzuela Colomo   |                     | LX          | 2001 - 2004 | Chihuahua                                  |
| Carlos Borruel Baquera        |                     | LXI         | 2004 - 2007 | Chihuahua                                  |
| Fortunata Quezada Olivas      |                     | LXI         | 2007        | Chihuahua                                  |
| Roberto Lara Rocha            |                     | LXII        | 2007 - 2010 | Chihuahua                                  |
| Rebeca Acosta Baca            |                     | LXII        | 2010        | Chihuahua                                  |
| Liz Aguilera García           |                     | LXIII       | 2010 - 2013 | Chihuahua                                  |
| Juan Pablo Zaldívar Esquivel  |                     | LXIII       | 2013        | Chihuahua                                  |
| María Eugenia Campos Galván   |                     | LXIV        | 2013 - 2016 | Chihuahua                                  |
| Paloma de Jesús Aguirre Serna |                     | LXIV        | 2013        | Chihuahua                                  |
| Blanca Gámez Gutiérrez        |                     | LXV         | 2016 - 2018 | Chihuahua                                  |
| Blanca Gámez Gutiérrez        |                     | LXVI        | 2018 - 2021 | Chihuahua                                  |
| Carlos Olson San Vicente      |                     | LXVII       | 2021 -      | Chihuahua                                  |

## Resultados Electorales

### 2016
|  | 50.85 % |

|  | 19.66 % |

|  | 4.07 % |

|  | 4.07 % |

|  | 5.90 % |

|  | 6.64 % |

|  | 4.52 % |

|  | 0.38 % |

|  | 3.92 % |

|  | 100.00 % |

### 2013
|  | 47.78 % |

|  | 41.63 % |

|  | 1.72 % |

|  | 1.58 % |

|  | 3.02 % |

|  | 0.27 % |

|  | 4.01 % |

|  | 100.00 % |

### 2010
|  | 42.58 % |

|  | 45.37 % |

|  | 1.12 % |

|  | 0.66 % |

|  | 2.34 % |

|  | 0.74 % |

|  | 3.10 % |

|  | 0.18 % |

|  | 3.92 % |

|  | 100.00 % |

### 2007
|  | 53.36 % |

|  | 39.82 % |

|  | 2.12 % |

|  | 1.60 % |

|  | 1.37 % |

|  | 0.33 % |

|  | 0.02 % |

|  | 1.37 % |

|  | 100.00 % |

### 2004
|  | 53.97 % |

|  | 44.56 % |

|  | 0.01 % |

|  | 1.46 % |

|  | 100.00 % |

### 2001
|  | 52.91 % |

|  | 37.79 % |

|  | 2.61 % |

|  | 1.10 % |

|  | 3.45 % |

|  | 0.48 % |

|  | 0.12 % |

|  | 0.48 % |

|  | 0.02 % |

|  | 1.04 % |

|  | 100.00 % |

### 1998
|  | 49.20 % |

|  | 40.31 % |

|  | 6.07 % |

|  | 0.47 % |

|  | 0.43 % |

|  | 2.46 % |

|  | 0.00 % |

|  | 0.00 % |

|  | 1.05 % |

|  | 100.00 % |

### 1995
|  | 38.82 % |

|  | 47.05 % |

|  | 6.61 % |

|  | 0.28 % |

|  | 0.00 % |

|  | 0.53 % |

|  | 0.02 % |

|  | 2.55 % |

|  | 100.00 % |

### 1992
|  | 41.73 % |

|  | 51.34 % |

|  | 0.26 % |

|  | 0.21 % |

|  | 3.69 % |

|  | 0.01 % |

|  | 1.56 % |

|  | 100.00 % |

### 1989
|  | 31.65 % |

|  | 55.54 % |

|  | 0.47 % |

|  | 0.53 % |

|  | 0.84 % |

|  | 4.09 % |

|  | 0.00 % |

|  | 6.87 % |

|  | 100.00 % |